# EmsFestival
Das EmsFestival ist ein seit 1998 im Sommer stattfindendes, mehrtägiges Open-Air-Festival in Rheine. Veranstalter ist die Stadt Rheine, die im Allgemeinen den Verkehrsverein Rheine mit der Planung und Durchführung beauftragt. Die Künstler treten dabei auf einer auf der Ems schwimmenden Bühne auf. Das gegenüberliegende Emsufer ist als Besuchertribüne ausgebildet.
Neben diversen lokalen Gruppen sind auf dem Emsfestival auch Partybands und bekannte Coverbands, wie das Rex Richter Quintett oder ABBA Review zu sehen. Darüber hinaus treten auch national bekannte Stars auf. 2007 trat Sängerin LaFee als Stargast auf. 2009 trat Jule Neigel zur Eröffnung des Festivals auf und der Hörfunksender WDR 4 präsentierte eine Schlagerparty, u. a. mit Jürgen Drews, Mary Roos, Nicki und Peter Rubin.
Zum Emsfestival 2009 kamen über 20.000 Besucher.